# Čistecká hůra
Čistecká hůra (587 m n. m.) je vrchol sopečného původu v Krkonošském podhůří. Nachází se jižně od obce Čistá u Horek a severně od obce Borovnice. Leží na pomezí Královéhradeckého kraje a kraje Libereckého v jeho nejvýchodnějším cípu.
Jedná se o poměrně výrazný vrch, zejména při pohledu od západu, kde strmí příkré svahy. Na východě naopak přechází hřbet Čistecké hůry v náhorní plošinu Rovně (též Na Rovních), která proslula jako naleziště polodrahokamů.
Čistecká hůra je nejvýchodnější melafyrový masív Podkrkonošské pahorkatiny.

## Turistika
Vrchol je přístupný neznačenými pěšinami z Borovnice a z Čisté u Horek. V dřívějších dobách vedla z Horek u Staré Paky přímo přes vrchol a Rovně do Dolní Kalné zeleně značená turistická trasa, dnes vede po jihozápadním úpatí žlutě značená trasa spojující Horka, Borovnici, Pecku a Arnoštov. Výhled z vrcholu je kvůli vzrostlému lesu dosti omezený.

## Galerie

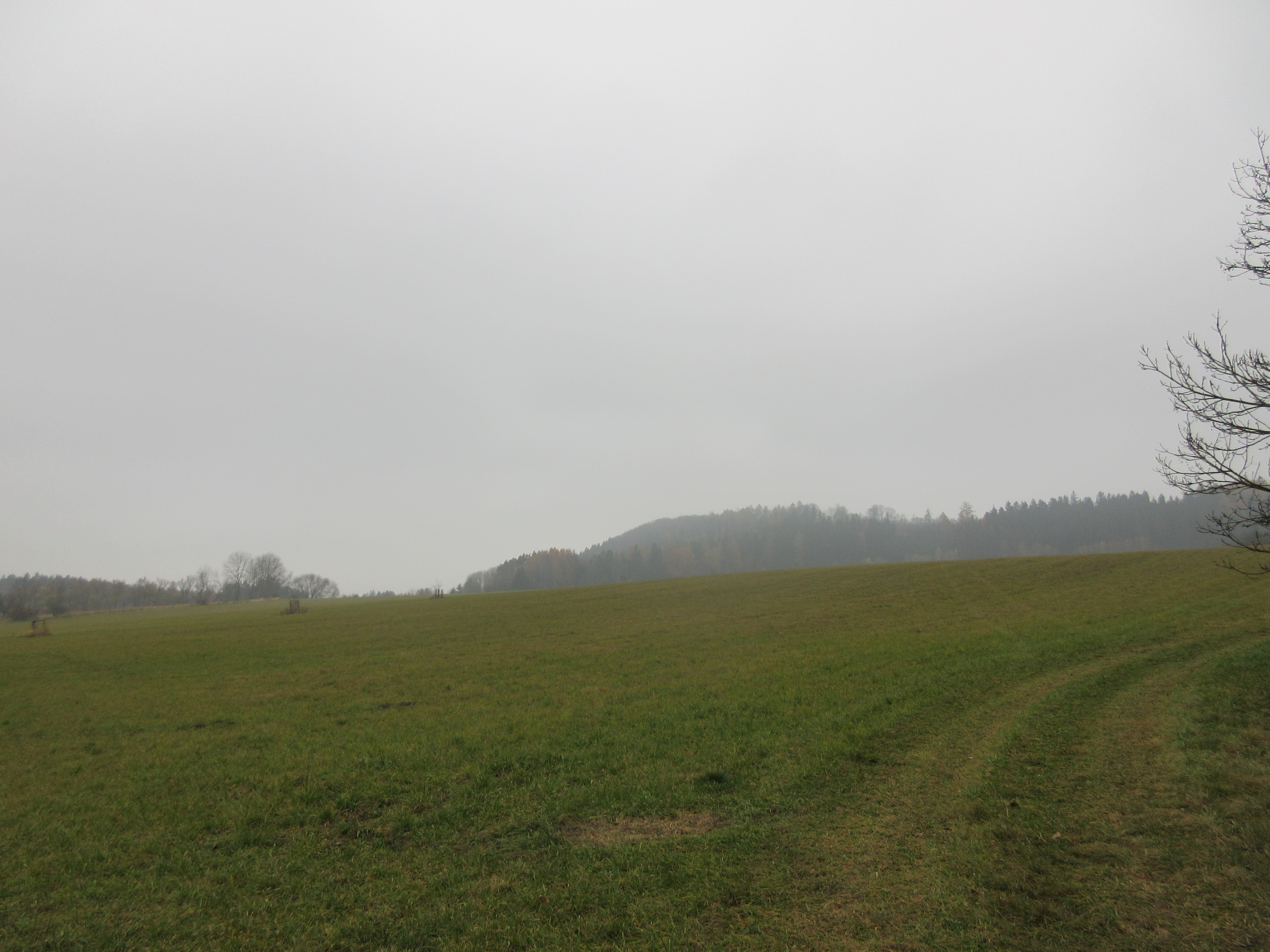
Čistecká hůra – pohled od Borovnice
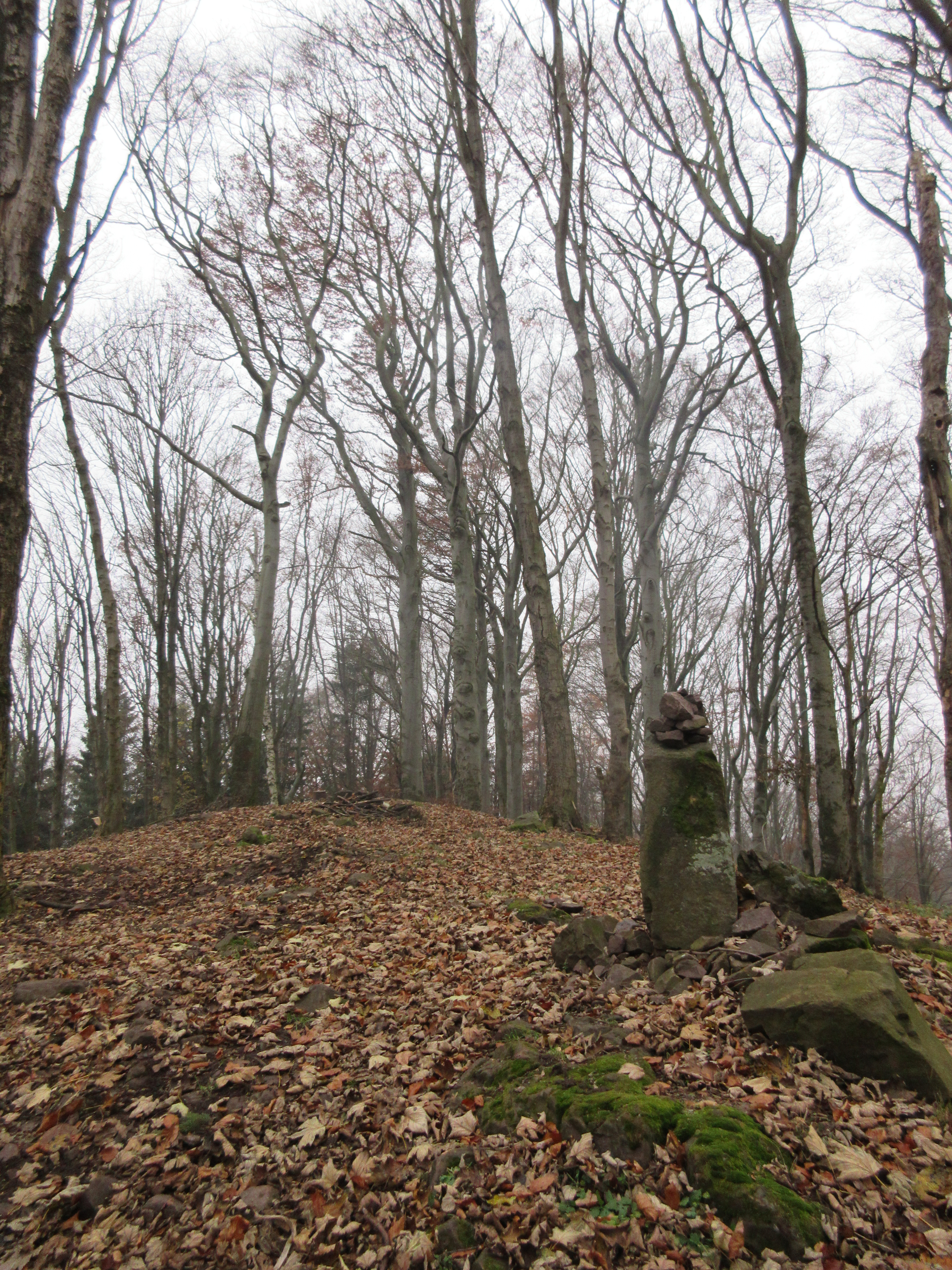
Vrchol Čistecké hůry
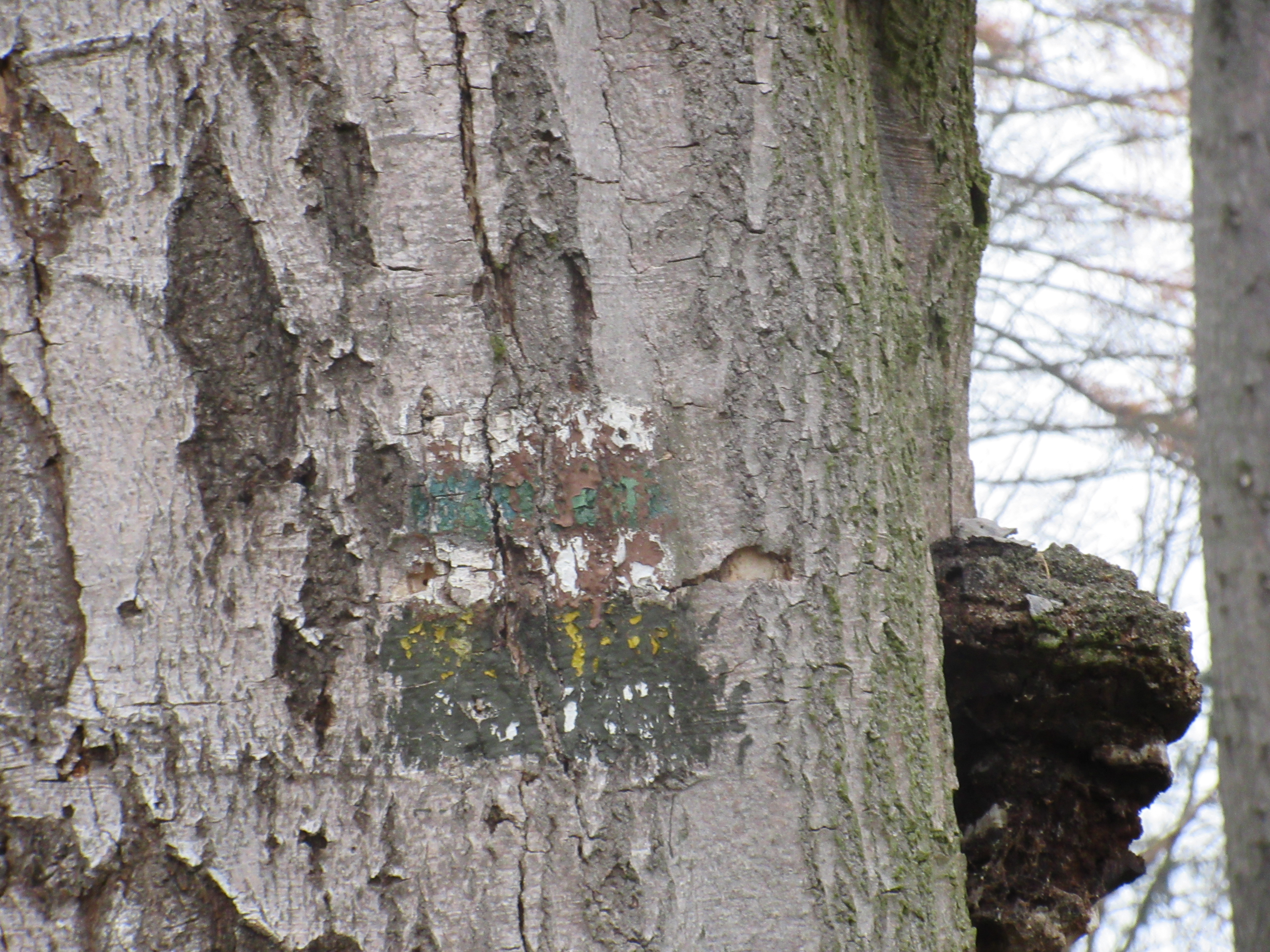
Bývalé turistické značení na Čistecké hůře